# Leistera orbigera
Leistera orbigera är en fjärilsart som beskrevs av M.Gaede 1917. Leistera orbigera ingår i släktet Leistera och familjen nattflyn. Inga underarter finns listade i Catalogue of Life.